# 헤이를런

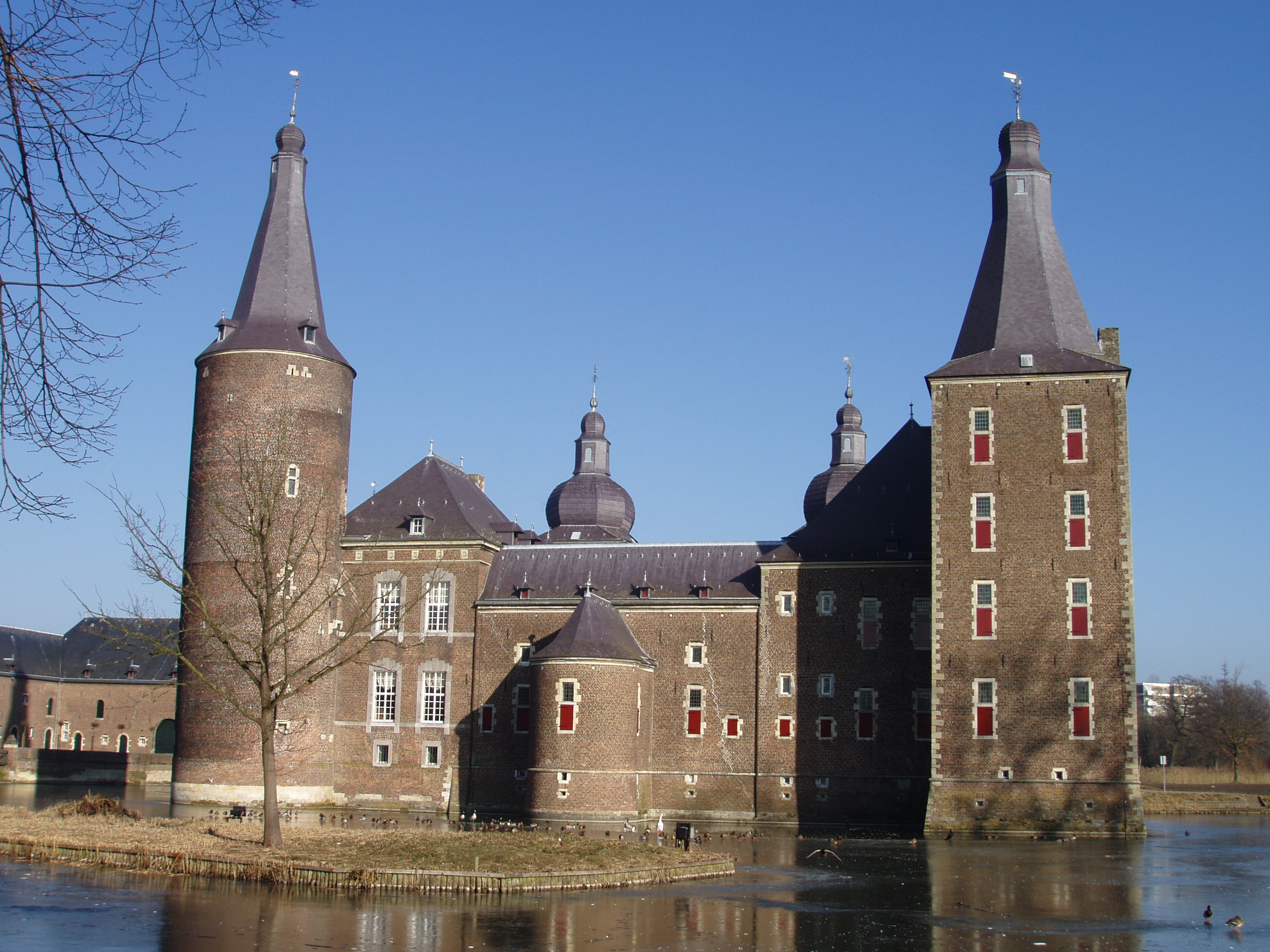
헤이를런

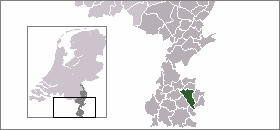
헤이를런의 위치

헤이를런(네덜란드어: Heerlen)은 네덜란드 남부 림뷔르흐주의 도시로 면적은 45.53km2, 높이는 113m, 인구는 88,022명(2014년 5월 기준), 인구 밀도는 1,955명/km2이다.

시기
시 문장